# Deyanira África Melo
Deyanira África Melo es una escultora mexicana, generalmente trabaja con cerámica, creando elementos de la forma humana, sobre todo el tronco, generalmente con mutilaciones y otros aspecto perturbadores para romper la naturaleza del cuerpo humano. Expone sus obras, desde que estudiaba en la Escuela Nacional de Artes Plásticas (ENAP), en varias partes de México, Europa y el Caribe. Se la ha premiado en México y también en el extranjero, es miembro del Salón de la Plástica Mexicana.

## Vida

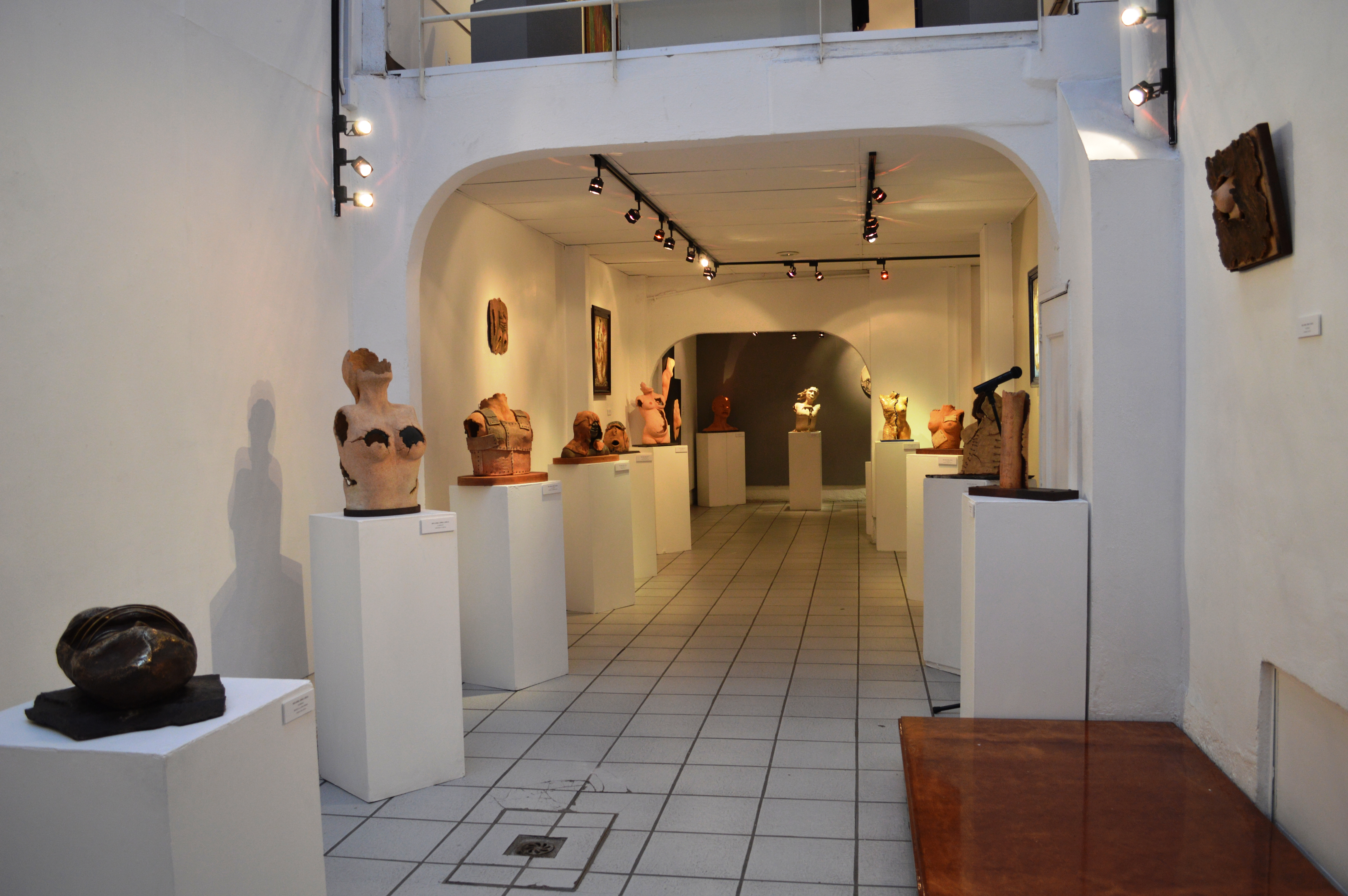
Exhibición "Poesía de la Vida" en el Salón de la Plástica Mexicana

Su nombre completo es Deyanira África González Melo, pero sus amigos le llama África, este nombre no indica de donde viene. Nació en Putla de Guerrero, Oaxaca, México y su etnicidad es una mezcla de indio, africano e italiano.
Empezó sus estudios de arte en 1977 en la Academia de San Carlos, en el centro de la Ciudad de México, es aceptada en la  Escuela Nacional de Artes Plásticas en 1980. Su maestra de escultura era Gerda Gruber pero fue alumna de otros maestros como: Luis Nishizawa Flores, Manuel Felguérez, Javier Anzures, Gilberto Aceves Navarro, Katy Horna, Ignacio Salazar y Juan Acha. Egresó con licenciatura en Artes Visuales en 1984. Recibió otra licenciatura en escultura, de la Escuela Nacional de Pintura, Escultura y Grabado "La Esmeralda" en 1987.
Desde entonces y durante los años 90s, asistió a otros cursos y programas de artes plásticas en México y en el extranjero. Estudió  escultura en madera con Leticia Moreno en la ENAP, y recibió su diploma para enseñar Arte de la UNAM. Vivió en Europa, estudió en varios lugares en el continente, incluye técnicas de escultura en el Angewandte Kunst en Viena, escultura urbana en la Universidad Británica, historia de arte europeo en el Universite de Estudi en Florencia, escultura en piedra en el Laboratori Artistici di Scultura in Marmo Carlo Nicoli en Carrara, Italia, y pintura en cerámica en antigua Grecia, en el Museo Arqueológico Nacional en Atenas.
Actualmente, vive en la Colonia Balbuena de la Ciudad de México.

## Carrera
Participa en más de 225 exposiciones colectivas y tiene más de 18 individuales en various sitios en México como el Museo Mural Diego Rivera, la Galería José María Velasco, el Museo Universitario del Chopo y el Palacio de Minería, también en Yugoslavia, Austria, Alemania, Checoslovaquia, Hungría, Japón, China, Australia, Italia, España, Francia, Puerto Rico, Cuba, Dinamarca, Israel, Grecia, Bulgaria y Serbia. Entre las exposiciones colectivas importantes son "Maestros de La Esmeralda en el Centro Nacional de Artes", “Escultura en Cerámica” en la Casa del Lago en 1983, “El Barro den al Escultura” en el Museo de Arte Moderno en 1984, Trienal de Escultura 1985 en la  Galería del Auditorio Nacional, “Sin Motivos Aparentes II” en el Museo de Arte Carrillo Gil en 1986 y el Trienal Mundial de Cerámica de 1985 en Zagreb. Exposiciones individuales incluyen “Con el mismo barro” en la Casa de Lago en 1986, “Tierra de mi Sentir” en la Galería José María Velasco de INBA en 1987, “Del Existir” en el Auditorio Principal de la Facultad de Medicina de UNAM en 1988, “Vestigios” en la ENAP en 1988 y en el Museo de Arte Contemporáneo de Puerto Rico en 1995.
Fue Artista en Residencia en el Brechts Haus, Kunstler und Forschwerwohnung en Svendborg, Dinamarca en 2009. También fue becado para ir a Atenas, Grecia en 2011 y al intercambio cultural de Colombia.
Sus reconocimientos incluyen la de la International Academy of Ceramic Exhibition de México en 1984, mención honorífica en el Trienal de Escultura del Auditorio Nacional en 1985, Obra Escultórica Internacional del Sindicato de Escultores, A. C. en Cuba, entregado personalmente por Rita Longa, presidenta de CODEMA, primer lugar en la Poesía en Arte del Centro Internacional Georgio la Pira en Florencia en 1990, su obra seleccionada para representar México en el 13 World Snow Festival en Grindelwald, Suiza, mención honorífica en escultura en el II Bienal de Artes Visuales en la Universidad Iberoamericana in Puebla en 1999, reconocimientos durante ceremonias para el Día Internacional de la Mujer en la delegación Venustiano Carranza, en la Ciudad de México, en 2001 y 2006.
Es una de 52 artistas mexicanas que se destacó en el libro 52 Mujeres en el Arte Mexicano: Una visión social y de género publicado por Secretaría de Desarrollo Social, CONACULTA y INAH. El libro fue parte de un esfuerzo para promover artistas mexicanas. El esfuerzo también incluyó una exposición de ella y 21 otras en el Museo de El Carmen en la Ciudad de México.
Es miembro de la Salón de la Plástica Mexicana desde 1998, donde se exhibe su obras periódicamente. Fue parte del consejo de la institución.
Además a su producción artística, ensña en la Escuela Nacional de Artes Plásticas y en La Esmeralda.

## Estilo
Escribe que el arte es su mejor manera de comunicar su ideología y emociones al mundo en general, sobre todo en su especialidad, la escultura. Aunque hace algo de pintura y arte gráfico, casi toda su producción es escultura. Su medio preferido es la cerámica en formato chico y mediano, a veces mezcla con otros medios como la madera.
Su imagen se enfoca en el cuerpo humano, sobre todo el tronco femenino, aunque también imágenes masculinas y otras partes del cuerpo se puede incluir. Generalmente el cuerpo se presenta sensualmente o sexualmente. A ella también le gustan los colores, texturas y formas que el tronco tiene. En la mayoría de las piezas, la cabeza y la cara no aparecen. De los troncos se destacan los senos y genitales (masculinos o femeninos). Cree que es lo más indicado para expresar sus emociones e ideologías. Muchas veces sus temas se relacionan al dolor de las mujeres que se rebelan contra las normas de la sociedad. Las formas humana generalmente son tradicionales, pero con acentos expresionista y simbólicas, con el propósito de perturbar, ejemplos son mutilaciones, partes que faltan o el uso de grapadoras, alfileres o alambre. Sus obras se enfoquen en los genitales y el corazón porque se relacionan a las emociones, sobre todos las básicas. Cree que el erotismo es "...el inicio, el fin y lo total de la existencia..."  Muchas de las esculturas retratan el embarazo y la maternidad porque cree que este tipo de amor es el más fuerte, y causante del cariño que tiene para su madre y sus abuelas. Cuando hay caras en sus obras, no son comunes ni aparecen en lugares esperados. En una escultura, un rostro que un adulta emerge del vientre. Sin caras, sus formas pueden expresar tristeza, resignación y sufrimiento por el movimiento.